# اندری ولاسیوک
اندری ولاسیوک (اوکراینی: Андрій Олександрович Власюк؛ زادهٔ ۲۸ مهٔ ۱۹۹۲) بازیکن فوتبال اهل اوکراین است.